# Himéros
Himéros (en grec ancien : Ἵμερος / Hímeros, « désir incontrôlable ») est le dieu primordial du Désir passionné, ardent, physique ou sexuel (suivant les textes) dans la mythologie grecque. Avec ses frères Éros et Pothos, il forme les Érotes ou Amours.

## Mythe
Selon Hésiode, il demeure près de la plus haute cime de l'Olympe, aux côtés des Charites et des Muses.
Quand Aphrodite est née de l'écume de mer, elle a été accueillie par les deux amours Éros et Himéros. Certains disent qu'Aphrodite est née enceinte des jumeaux et les a mis au monde dès sa naissance. Les deux frères sont restés ses compagnons constants agissant en tant qu'agents de son pouvoir divin.
Himéros était dépeint comme un jeune ou un enfant ailé. Il apparaît souvent aux côtés d'Éros dans des scènes de la naissance d'Aphrodite, flottant autour de la déesse alors qu'elle se couche dans son lit de conque.
Dans d'autres occurrences, il fait partie d'une triade de dieux de l'amour avec Éros et Pothos (le désir nostalgique). Lorsqu'il est associé à Éros, il est parfois identifié en tant qu'Antéros (Amour réciproque).
Les trois frères sont toujours nus, mais Himéros est identifiable grâce au taenia qu'il a autour du front. Éros porte, parfois, une couronne de fleurs et Pothos une chlamyde jetée sur les épaules.

### Les jumeaux inséparables

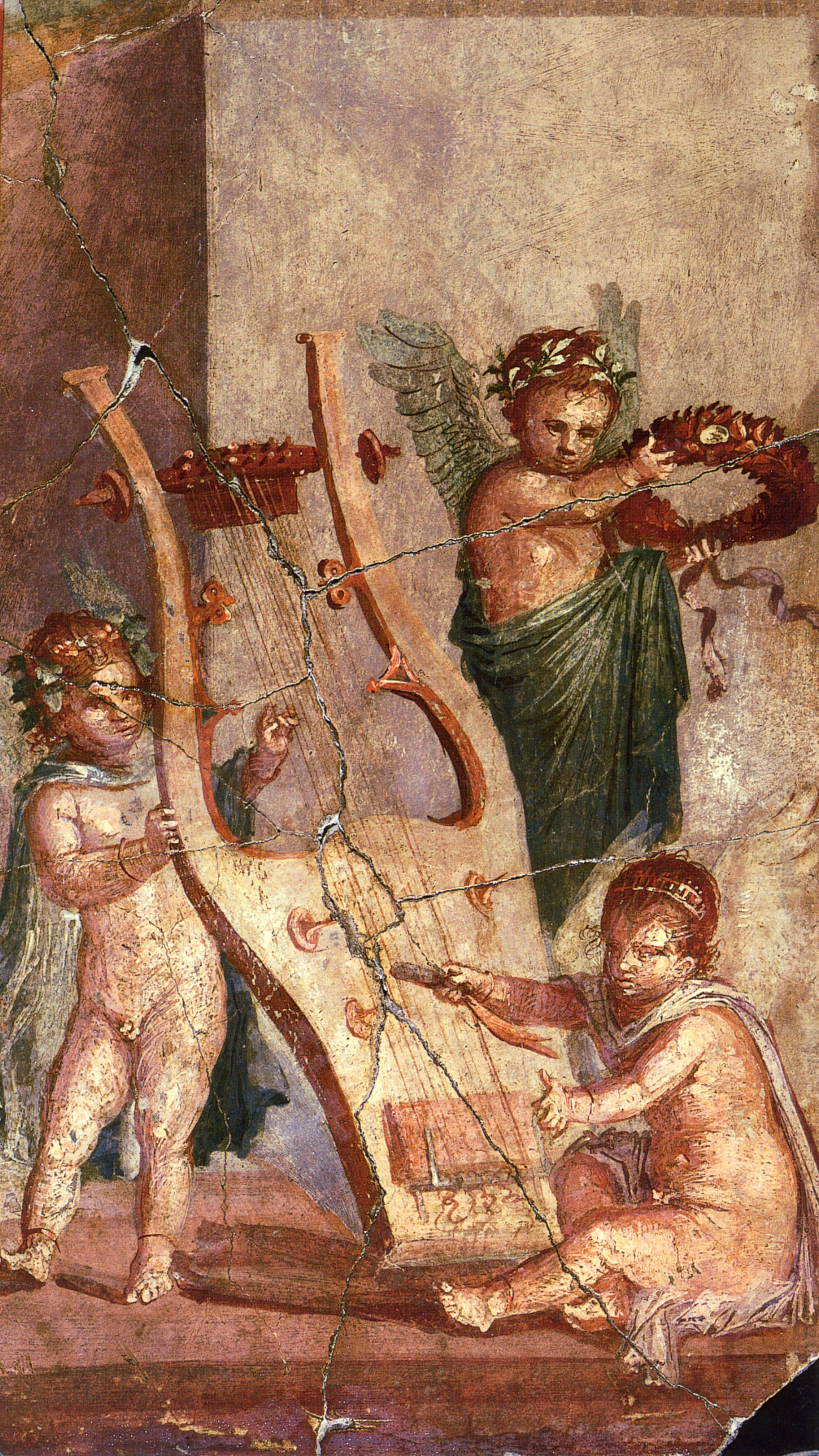
Les Érotes jouant avec une lyre (fresque romaine à Herculanum).

Les jumeaux font partie de toutes les fêtes, noces, festivals et Olympiades,. Ils précèdent le char d'Aphrodite lors de ces cérémonies. Ils participent aux hyménées (chant nuptial) et conduisent les jeunes mariés vers leur chambre nuptiale.
Inséparables, complices mais néanmoins concurrents quand il s'agit de séduction. Himéros est souvent entouré par les Muses et les Charites. Il n'existe pas de mythe où il séduit une femme ou un homme, c'est un épicurien. Au contraire d'Éros pour qui il existe de multiples histoires d'amours monogames. À la fois, proches, indissociables et différents, ils représentent toutes les caractéristiques du Désir et de l'Amour.
Avec l'arrivée des religions monothéistes, le Désir a pris une forme négative, et a disparu pendant de longs siècles, alors que l'Amour est sanctifié.
La suprématie d'Éros se retrouve même dans le vocabulaire puisqu'il est à l'origine du mot érotisme alors que son sens est lié à Himéros.

## Himéros et les Érotes dans la littérature antique
On retrouve Himéros et les Érotes dans de nombreux textes et poèmes à partir de VIIIe siècle av. J.-C. :
- Hésiode, Théogonie (VIIIe siècle av. J.-C.) - vers 53 : « (Les Muses) À leurs côtés se tiennent les Grâces et le Désir (Himéros) dans les festins, où leur bouche, épanchant une aimable harmonie, chante les lois de l’univers et les fonctions respectables des dieux[3]. »
- Hésiode, Théogonie (VIIIe siècle av. J.-C.) - vers 176 : « (Aphrodite) Accompagnée de l’Amour (Éros) et du beau Désir (Himéros), le même jour de sa naissance, elle se rendit à la céleste assemblée[3]. »
- Sappho, Himerius, Orations (VIe siècle av. J.-C.) - frag. 194 (trad. Campbell, Vol. Greek Lyric I) : « Les rites d'Aphrodite : Après les concours, elle va dans la chambre nuptiales, met des guirlandes et fait le lit. Puis elle rassemble les filles dans la chambre nuptiale et amène Aphrodite elle-même sur le char des Grâces) avec son chœur d’Érotes pour participer à la fête. Elle attache les cheveux d'Aphrodite à la jacinthe. Elle orne les ailes et les tresses des Érotes et les pousse en procession devant le char, agitant leurs torches en l'air. »
- Anacréon (VIe siècle av. J.-C.), frag. 445 : « Et l'initiatrice des Amours, Cypris, / applaudissant aux hyménées. / Grave aussi les Amours sans armes / et le sourire des Grâces / à l'ombre d'une vigne au feuillage épais, / aux raisins superbes, aux pampres touffus, / place un groupe de beaux garçons[4]. »
- Pindare, Odes et Fragments (Ve siècle av. J.-C.) - Éloges frag. 122 : « Ô filles charmantes, servantes / De Peithô dans la plantureuse Corinthe / Vous qui sur l'autel, les larmes d'or de l'encens / Versez, qui vers la mère des Amours / L'Aphrodite céleste, élevez Votre esprit / Vous donnez votre corps sans critique / Ô beautés, au sein de votre couche suave / Pour y recueillir les fruits de la jeunesse[5]. »
- Pindare, Odes et Fragments (Ve siècle av. J.-C.) - Néméennes frag. 128 : « Comme il est suave, en toutes circonstances / De se laisser dominer par la grâce des Amours[6]. »

## Représentations artistiques
Selon Pausanias, Scopas le représente avec Éros et Pothos dans un groupe sculpté au temple d'Aphrodite, aujourd'hui disparu, à Mégare.
Il est parfois nommé sur les vases grecs parmi les Amours accompagnant Éros, dont il partage l'iconographie. Ainsi, une tablette votive à figures noires représente une femme (Aphrodite) portant deux enfants dont l'un est clairement nommé Himéros, l'autre inscription pouvant être reconstituée comme « Éros ».
Après le IVe siècle av. J.-C., le nom d'Himéros tend à disparaître : les bambins ailés sont des Érotes génériques. La dernière représentation connue est un cratère à volutes apulien (350 av. J.-C.), qui le montre encore enfant, équipé d'une paire d'ailes et les cheveux retenus en chignon, debout sur le giron d'Aphrodite.

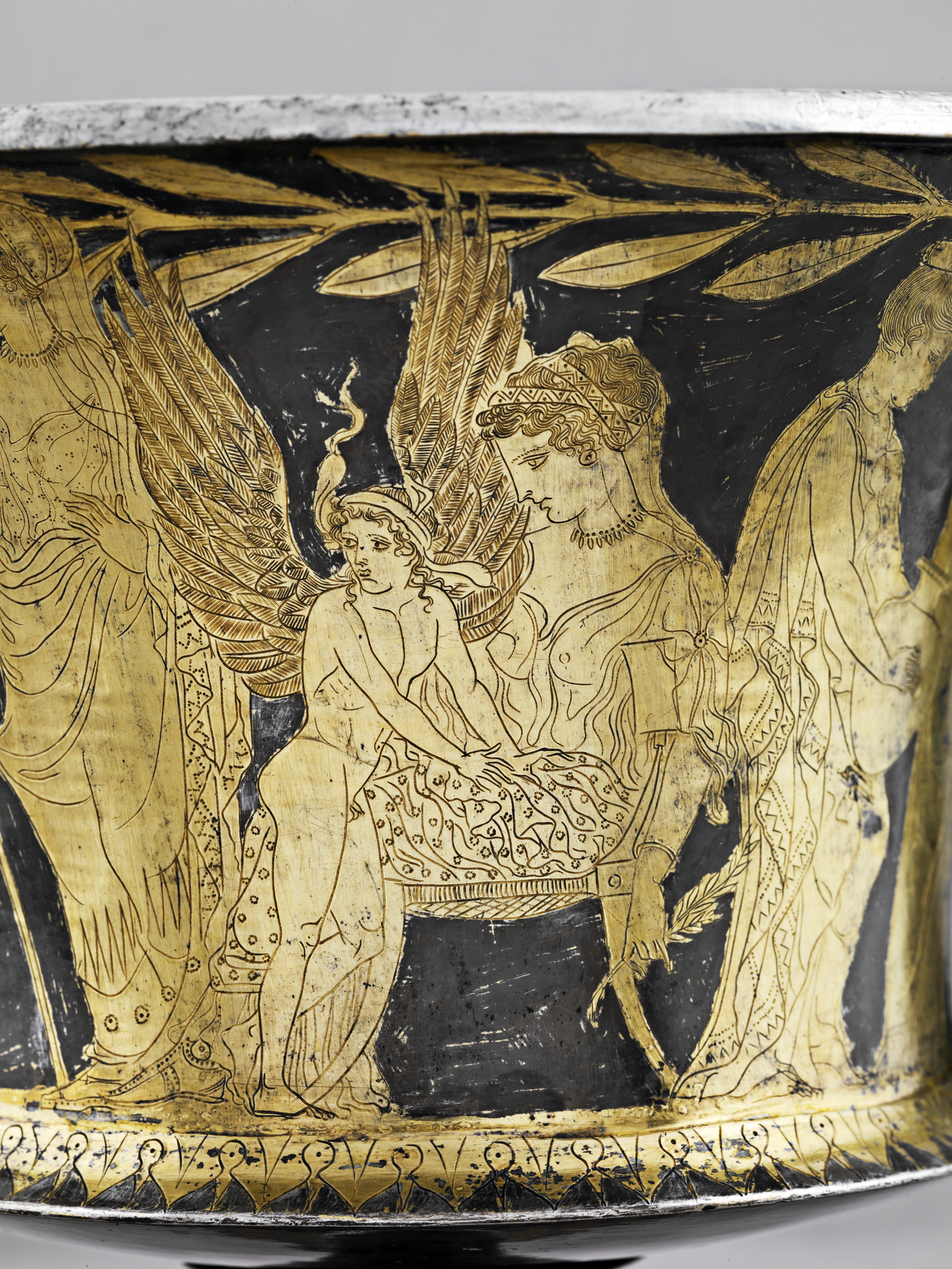
Aphrodite avec Himéros, détail d'un vase d'argent, 420–410 av. J.-C., collection Vassil Bojkov, Sofia, Bulgarie.

## Néo-classicisme
Il faut attendre le Néo-classicisme pour le voir réapparaître, souvent accompagné de Éros, et reconverti en chérubin ou en cupidon (tout comme son frère).

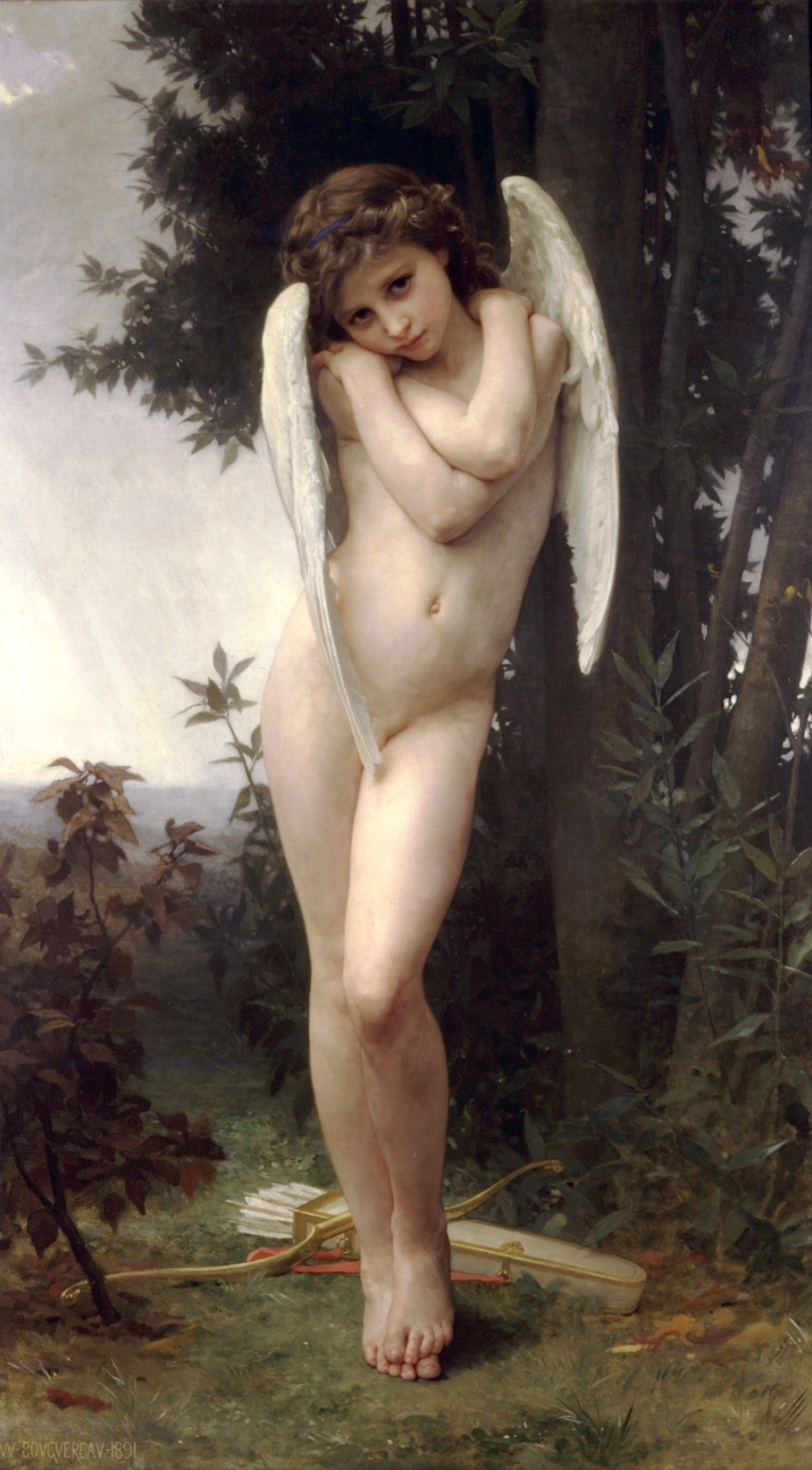
Cupidon par William Adolphe Bouguereau.
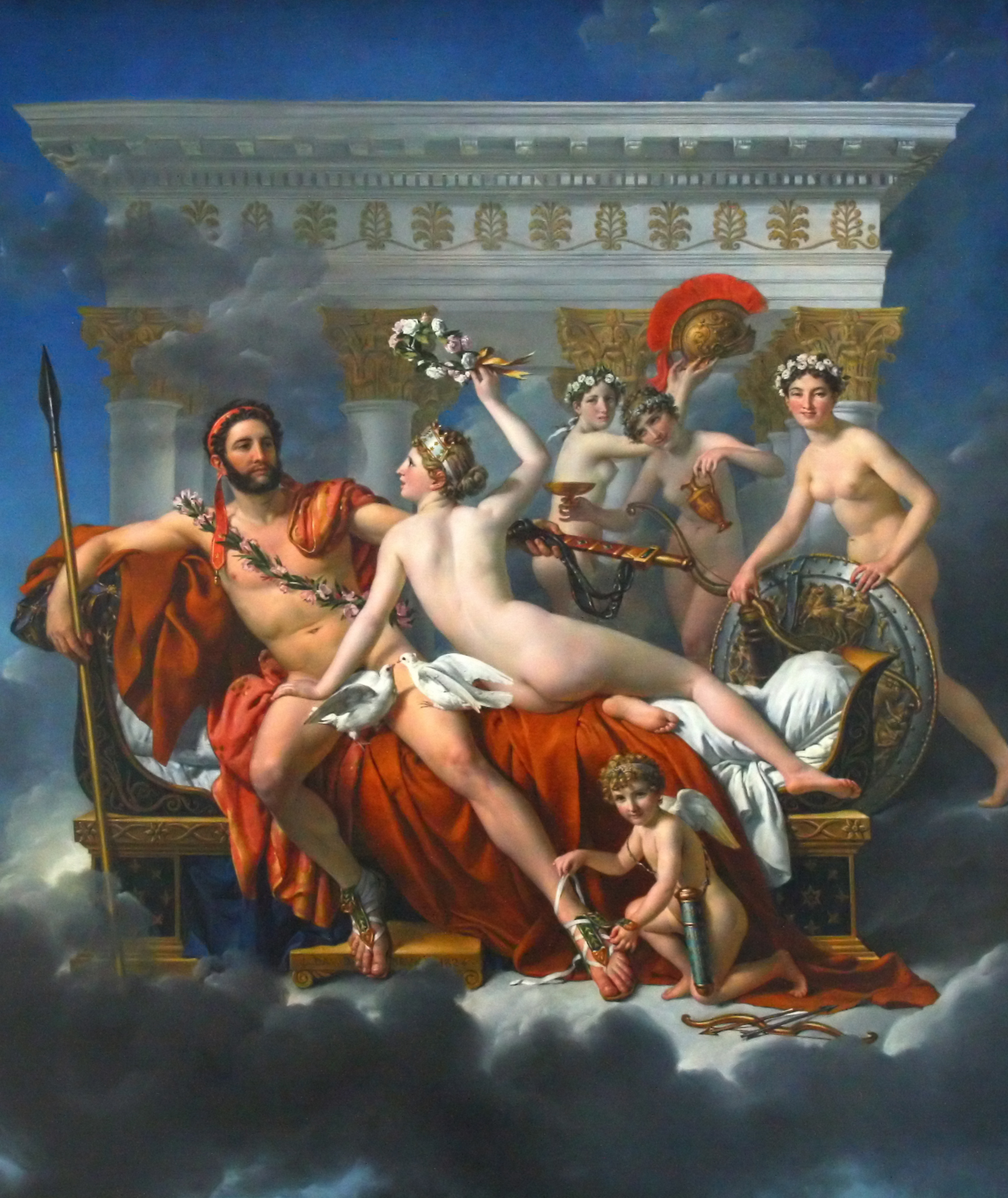
Mars désarmé par Vénus (1824) by Jacques-Louis David.
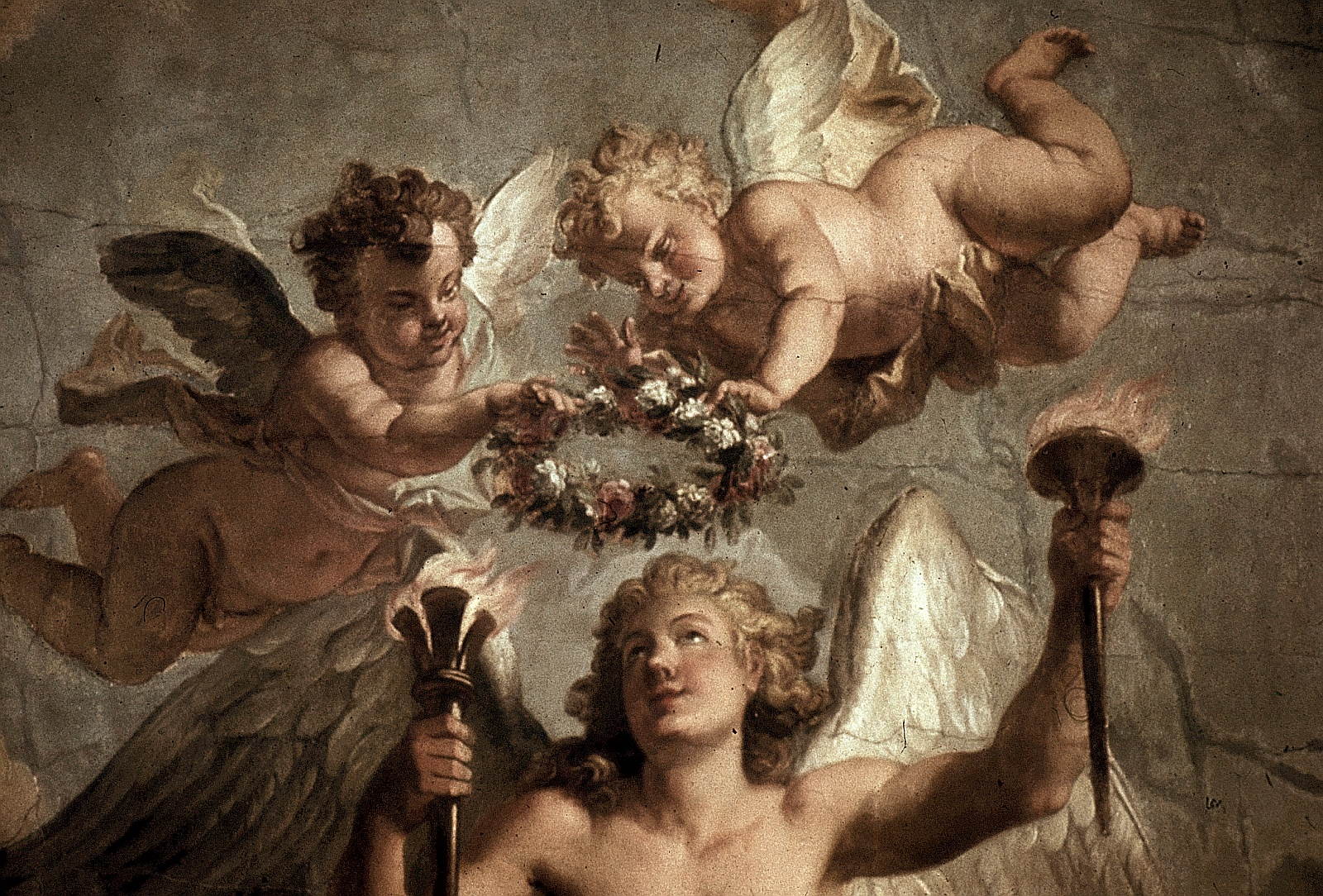
Éros et Himéros Plafond du Salon de Mathématique et Physique, du Zwinger de Dresde, peinture de Louis de Silvestre , vers 1720.

## Le retour discret de Himéros
- 1996 - Dans un manga et des cartes à jouer de Kazuki Takahashi
- 2013 - Dans la chanson G.U.Y. de Lady Gaga